# نادي سما السرحان
نادي سما السرحان الرياضي ( بالأردني: Al-Sharhan Club)، ويشار إليه رسميًا باسم السرحان،  هو نادي كرة قدم أردني مقره في البادية الغربية، الأردن.  ويتنافس حالياً في دوري الدرجة الأولى الأردني، وهو المستوى الثاني لكرة القدم الأردنية.

## تاريخه
تأسس نادي سما السرحان عام 1977، وهو نادي قدم خدمات ثقافية واجتماعية ورياضية متنوعة لمجتمع سما السرحان في البادية الغربية. 
شارك نادي سما السرحان في دوري الدرجة الثالثة الأردني عام 2008 والذي ضم خمسة فرق أخرى من محافظة المفرق. 
ثم شاركت سما السرحان في دوري الدرجة الأولى الأردني عام 2013.  وشهد ذلك الموسم اندلاع أعمال شغب بين جمهورين من المفرق في سما السرحان وبلعما، حيث قام الجمهوران بإلقاء الحجارة على بعضهما البعض، مما أدى إلى استخدام الغاز المسيل للدموع، في محاولة لفض الشغب وتفريقه.  كما حققت سما السرحان التعادل السلبي أمام الحسين خلال مباراة الذهاب من بطولة كأس الاتحاد الأردني 2013-2014.  ومع ذلك، فقد خرجوا في مباراة الإياب بدور الستة عشر من المسابقة.
في 6 أكتوبر 2020، افتتح الوزير الأردني يوسف حسن العيسوي ملعب سما السرحان، والذي تم تمويله كجزء من مجموعة من المبادرات الملكية والجهود الحكومية. 
كانت سما السرحان من بين المشاركات في دوري الدرجة الأولى الأردني 2020، والذي تأخر بسبب جائحة كوفيد-19 في الأردن. 

## لاعبين بارزين
اللاعبون التاليون لعبوا على المستوى الاحترافي أو الدولي، سواء قبل أو أثناء أو بعد اللعب مع نادي سما السرحان:
- أحمد العرسان[9]
- خالد قويدر[10]
- احمد حجاج[11]
- Alaa Bakir[12]

## المدربين
- هيثم الشبول

## روابط خارجية
- سما السرحان Soccerway
- السرحان - السرحان